# Morro (Cap-Vert)
Pour les articles homonymes, voir Morro.
Morro est un village du Cap-Vert sur l’île de Maio.

## Géographie
Il est situé à 5 km au nord de Vila do Maio, au sud de Calheta.